# Chlistov
Chlistov település Csehországban, a Klatovyi járásban. Chlistov Kolinec, Mochtín és Klatovy településekkel határos. Lakosainak száma 136 fő (2024. január 1.).

## Népesség
A település lakosságának változását az alábbi diagram mutatja:
| Lakosok száma | 559  | 447  | 440  | 217  | 156  | 108  | 129  | 135  | 145  | 136  |
|               | 1869 | 1890 | 1921 | 1950 | 1980 | 2001 | 2017 | 2019 | 2022 | 2024 |